# Silverryggig taggstjärtseglare
Silverryggig taggstjärtseglare (Hirundapus cochinchinensis) är en fågel i familjen seglare.

## Utseende
Arten är närbesläktad med taggstjärtseglare som den i fält kan vara svår att skilja ifrån. Främsta skillnaden är att silverryggad taggstjärtseglare saknar den tydliga vita strupen som taggstjärtseglaren har, utan har istället en gråaktig strupe och den saknar helt vit panna.

## Utbredning och systematik
Arten behandlas antingen som monotypisk eller delas in i tre underarter med följande utbredning:
- Hirundapus cochinchinensis cochinchinensis – häckar från östra Himalaya till Sydostasien, övervintrar på Sumatra och Java
- Hirundapus cochinchinensis rupchandi – häckar i centrala Nepal och övervintrar på Malackahalvön, Sumatra och Java
- Hirundapus cochinchinensis formosanus – förekommer på Taiwan

Taxonet formosanus fördes tidigare till taggstjärtseglare.

## Status och hot
Arten har ett stort utbredningsområde, men tros minska i antal, dock inte tillräckligt kraftigt för att den ska betraktas som hotad. Internationella naturvårdsunionen IUCN listar arten som livskraftig (LC). Världspopulationen har inte uppskattats men den beskrivs som lokalt vanlig till ovanlig.